# Canal Chelmer et Blackwater
Le Canal Chelmer et Blackwater  (en anglais : Chelmer and Blackwater Navigation) est le canal résultant de la mise en navigabilité des cours d'eau Chelmer et Blackwater dans le comté d'Essex, à l'est de l'Angleterre.
Le canal parcourt 22,128 km du bassin de Springfield à Chelmsford jusqu'à la mer, à Heybridge près de Maldon.
Du côté de Maldon, les plans initiaux se heurtèrent à une vive opposition qui fut surmontée en évitant la ville et en terminant le canal à Heybridge. La navigation ouvrit en 1797. Quelques problèmes de démarrage sont survenus et l'ingénieur John Rennie fut rappelé à deux reprises pour apporter des améliorations.
L'impact de l'arrivée du chemin de fer a été moins sévère que sur de nombreux canaux car il n'y a jamais eu de ligne directe entre Chelmsford et Maldon. L'écluse de Heybridge a été agrandie après la Seconde Guerre mondiale, mais le trafic a progressivement diminué et a cessé en 1972.
Contrairement à la plupart des canaux, il n'a pas été nationalisé en 1948, il est resté sous le contrôle de la société d'origine. Les premiers bateaux de plaisance sont arrivés en 1973, lorsque l'Inland Waterways Association a organisé un rassemblement à Chelmsford.
Le bassin de Springfield a été restauré en 1992 mais les propriétaires ont fait faillite en 2003, et après deux ans de négociations, Essex Waterways Ltd, une filiale en propriété exclusive de l'Inland Waterways Association, a repris la gestion, bien que les propriétaires soient restés les mêmes.
Essex et Suffolk Water prélèvent de l'eau du canal pour approvisionner le réservoir d'Hanningfield, ils ont en conséquence l'obligation légale d'assurer la  maintenance des portes extérieures à l'écluse de Heybridge, pour empêcher l'eau salée de perturber l'approvisionnement en eau potable. La société a entrepris d'importants travaux de rénovation à l'écluse au cours des hivers 2016/17 et 2017/18, notamment le remplacement de la porte extérieure de la mer par un nouveau concept. Une ambition de longue date, proposée pour la première fois en 1985, a été de fournir une meilleure desserte de Chelmsford, en permettant aux bateaux d'accéder au centre-ville. Une liaison projetée depuis le bassin de Springfield a été contrecarrée par la construction de routes dans la région mais un plan visant à remplacer le déversoir automatique près du centre-ville de Chelmsford par une nouvelle structure incorporant une écluse de navigation a été recommandé en 2020.

## Itinéraire
La navigation s'étend du bassin de Springfield à Chelmsford jusqu'à l'écluse maritime du bassin d'Heybridge près de Maldon. Le canal comporte six ponts et présente un dénivelé de 22,86 m à travers 12 écluses, du bassin à la mer. Un ensemble de vannes anti-inondation à Beeleigh empêche la rivière Blackwater d'inonder le bassin d'Heybridge. Le canal serpente dans une direction globalement ouest-est entre Chelmsford et Maldon, à travers une campagne en grande partie arable et, même si elle passe à proximité de villages, tous sont en retrait de la voie navigable.

## Histoire
Il aura fallu 120 années de négociations avant que le port de Maldon n'accepte les travaux de canalisation. La crainte était grande de voir son activité diminuer au profit de Chemford.
Le premier projet est déposé par Andrew Yarranton en 1677 dans un ouvrage England's Improvements by Sea and Land.
Avant la mise en place réelle de la navigation, 120 années de propositions ont été nécessaires pour que le projet aboutisse malgré l'opposition du port de Maldon, qui craignait la chute de ses revenus si les navires pouvaient se rendre à Chelmsford. Le premier projet a été proposé en 1677 par Andrew Yarranton qui a publié son travail dans un ouvrage intitulé England's Improvements by Sea and Land. Maldon s'y est opposé et le projet n'a pas été retenu. En juillet 1733, John Hore, qui a participé aux travaux de la Kennet, du Stroudwater et de l'Avon Navigation à Bristol, propose deux projets, l'un pour rendre la rivière navigable et l'autre pour créer une nouvelle voie navigable entre Chelmsford et Maldon. Malgré les coûts supplémentaires prévus pour un canal, Hore en a favorisé le projet, car il pensait qu'il y aurait moins d'objections de la part des meuniers le long de la route fluviale. Maldon s'est de nouveau opposé pour des raisons commerciales et le plan a été abandonné
Les schémas suivants ont été proposés en 1762, lorsque les ingénieurs du canal John Smeaton et Thomas Yeoman ont tous deux effectué des sondages pour un tracé possible. Yeoman a produit un deuxième plan en 1765, et celui-ci a été présenté au Parlement. Yeoman avait une haute réputation en tant qu'ingénieur civil, les opposants au projet ont essayé d'engager un ingénieur approprié pour contrer la proposition, mais bon nombre des personnes pressenties dont James Brindley, ont refusé car ils étaient trop occupés. Finalement, Ferdinando et William Stratford ont entrepris la tâche, mais ont tous deux attrapé la fièvre dont Ferdinando est mort, tandis que William était malade pendant un an mais s'est ensuite rétabli. Un Acte du Parlement acceptant le plan fut adopté le 6 juin 1766, avec la stipulation que les travaux devaient être achevés dans les 12 ans et qu'aucun travail ne pouvait commencer avant que 25 % du capital n'aient été levés. Le projet a sombré car le capital requis n'a pas été souscrit.
Peter Muilman, un marchand hollandais vivant à Londres (le père de Richard) a provoqué une réunion à Chelmsford le 2 octobre 1772, pour proposer des améliorations à la rivière, mais une réunion ultérieure a décidé qu'une nouvelle voie serait une meilleure solution. Muilman a annoncé que ce projet ne nécessiterait probablement aucune écluse et a proposé de le construire une fois que Robert Whitworth l'aurait arpenté, mais rien n'en est sorti. Enfin en 1792, avec l'ouverture de navigations dans d'autres parties du pays apportant une prospérité accrue aux villes qu'ils desservaient, les habitants de Chelmsford décident d'ignorer l'opposition de Maldon en la contournant et en mettant fin à la navigation à Heybridge, sur la rivière Blackwater en dessous de Maldon. Sous la direction de John Rennie l'Ancien, Charles Wedge a effectué les relevés du tracé en 1792 et Matthew Hall a continué en 1793. La nouvelle voie navigable augmenterait la longueur de la navigation d'environ 3,2 km, mais ce plan a servi de base à un projet de loi parlementaire. Malgré l'opposition fougueuse de Maldon, le projet de loi est accepté par le Parlement le 17 juin 1793, créant  La Compagnie des propriétaires du canal de Chelmer et de la Blackwater , avec le pouvoir de lever 40 000 £ par l'émission d'actions, et 20 000 £ supplémentaires. Les travaux ont commencé peu de temps après et, bien que John Rennie ait été officiellement Ingénieur en chef, le projet était géré par Richard Coates qui avait aidé Rennie sur l'Ipswich and Stowmarket Navigation.
La tombe de Richard Coates se trouve dans le cimetière de Springfield, tandis que le livre de relevé original de Rennie pour le canal a été conservé.
Le port de Maldon essaya d'atténuer la perte et, avec les conseils de Benjamin Latrobe, produisit un plan pour améliorer la Blackwater via Maldon jusqu'à sa jonction avec la Chelmer à Beeleigh, projet qui fut soumis au Parlement en 1793. Réalisant que cela rendrait la nouvelle voie finale à Heybridge redondante, la Compagnie de navigation s'opposa au projet de loi, et il fut rejeté. Latrobe soumit un plan révisé en avril 1795, qui a également été rejeté.. Cela a marqué la fin de sa carrière d'ingénieur en Grande-Bretagne, car il a émigré en Amérique peu de temps après. Les travaux se sont poursuivis, avec la première section de Heybridge Basin à Little Baddow  dont l'ouverture eut lieu en avril 1796 et l'ouverture à la navigation le 3 juin 1797. Le coût final fut d'environ 50 000 £.

## Les travaux
Les travaux terminés, la navigation pouvait se faire sur 22,2 km. Douze écluses permettaient de franchir un dénivelé de 22,86 m du bassin de Springfield de Chelmsford à l'écluse maritime du bassin d'Heybridge. Une vanne supplémentaire a protégé la nouvelle voie des inondations à Beeleigh. Ici, la navigation quitte le cours de la rivière Chelmer, et rejoint celui de la rivière Blackwater, avant d'entrer dans les derniers 4 km de canal vers le bassin d'Heybridge. Les eaux de la rivière Blackwater ont été détournées dans le Chelmer, se déversant entre l'écluse de Beeleigh et les portes à flot. La navigation a été possible avec seulement 0,61 m d'eau, ce qui était le tirant d'eau statutaire le plus bas pour l'une des voies navigables commerciales anglaises. La hauteur libre maximale est de 1,91 m. Les écluses ont été construites pour accueillir des barges de 18,3m sur 4,9m et chacune pouvait transporter environ 25 tonnes. Elles étaient tirées par des chevaux et le sont restées jusqu'aux années 1960, lorsque des moteurs hors-bord diesel ont été installés. Le seul embranchement était un canal de dérivation à Langford Mill, construit en privé par M. Westcomb. Il a été bien utilisé jusque dans les années 1870, mais ne l'a plus été après 1881.
Une communauté se forme alors autour du bassin d'Heybridge, avec Richard Tovee, un scieur de métier et Thomas Malden, un marchand de charbon, tous deux achetant des parcelles de terrain pour développer leur activité. La compagnie du canal construit un grenier, qui sert à entreposer des denrées périssables, tandis que des cordiers et des constructeurs de bateaux s'installent également à proximité. Bientôt, un pub et une brasserie sont apparus et la colonie s'est agrandie régulièrement.
La navigation a connu quelques difficultés au démarrage, les crues de 1797 créant des hauts-fonds qui empêchaient le passage des péniches. Les difficultés se sont régulièrement aggravées, jusqu'à ce que Rennie soit rappelé en 1799 pour résoudre le problème. Rennie a de nouveau été rappelé en 1805, lorsque les propriétaires du moulin se sont plaints de fuites à travers les écluses et ont demandé des dommages et intérêts. D'autres améliorations ont été apportées, dont la reconstruction de l'écluse d'Heybridge par James Green et le commerce s'est développé régulièrement. La première usine à gaz intérieure en Grande-Bretagne a été construite à Chelmsford en 1819, utilisant du charbon acheminé par voie navigable. Outre le charbon, les briques, la pierre, le bois et les marchandises en général étaient transportés d'Heybridge à Chelmsford ; les céréales et la farine constituaient la cargaison principale en sens inverse.
Les quais locaux desservaient Little Baddow, Boreham, Ulting et Heybridge.
À son apogée au milieu du XIXe siècle, le canal permettait de transporter plus de 60 000 tonnes de marchandises par an.

### Les écluses
Les douze écluses se succèdent jusqu'à la mer du Nord (d'amont en aval) :
| Nom de l'écluse         | Numéro de l'écluse | Chute d'eau, mètres | OS Grid Ref | Distance de Springfield Basin, km |
| Springfield Lock        | 1                  | 1,14 m              | TL716063    | 0,5 km                            |
| Barnes Mill Lock        | 2                  | 1,68 m              | TL729064    | 1,6 km                            |
| Sandford Mill Lock      | 3                  | 2,13 m              | TL739063    | 3,1 km                            |
| Cuton Lock              | 4                  | 1,22 m              | TL743077    | 4.6 km                            |
| Stoneham's Lock         | 5                  | 1,52 m              | TL752082    | 6.0 km                            |
| Little Baddow Mill Lock | 6                  | 1,82 m              | TL758083    | 7.1 km                            |
| Paper Mill Lock         | 7                  | 1,93 m              | TL776089    | 9,2 km                            |
| Rushe's Lock            | 8                  | 1,91 m              | TL795089    | 11.4 km                           |
| Hoe Mill Lock           | 9                  | 2,51 m              | TL807083    | 13,2 km                           |
| Rickett's Lock          | 10                 | 1,83 m              | TL827087    | 15,1 km                           |
| Beeleigh Lock           | 11                 | 1,68 m              | TL838083    | 16,6 km                           |
| Beeleigh flood gate     | –                  | –                   | TL840083    | 16,7 km                           |
| Heybridge Sea Lock      | 12                 | 4,52 m              | TL871068    | 22,1 km                           |

## Déclin
La compagnie de chemins de fer des comtés de l'Est atteint Chelmsford en 1843 et une ligne secondaire Witham-Maldon atteint Maldon en 1848, mais il n'y aura jamais de ligne directe entre les deux villes. Bien que le commerce ait diminué, l'impact des chemins de fer est moins important que sur de nombreux canaux.
Après la seconde Guerre mondiale, l'écluse de Heybridge Basin est agrandie à 32,6 m sur 7,9 m, afin que les caboteurs transportant du bois du continent puissent entrer dans le bassin pour transférer leur cargaison sur des barges. Le trafic a lentement diminué jusqu'à ce que le dernier chargement de bois soit livré à Browns Yard (maintenant Travis Perkins) sur le bassin de Springfield en 1972. Bien que le trafic commercial ait cessé, la compagnie a continué à tirer des revenus du captage d'eau et de la vente du bois des saules qui poussent le long des berges. Le saule est utilisé pour fabriquer des battes de cricket et les arbres ont été plantés pour la première fois dans les années 1880, lorsqu'un des directeurs a ressenti le besoin de revenus alternatifs.

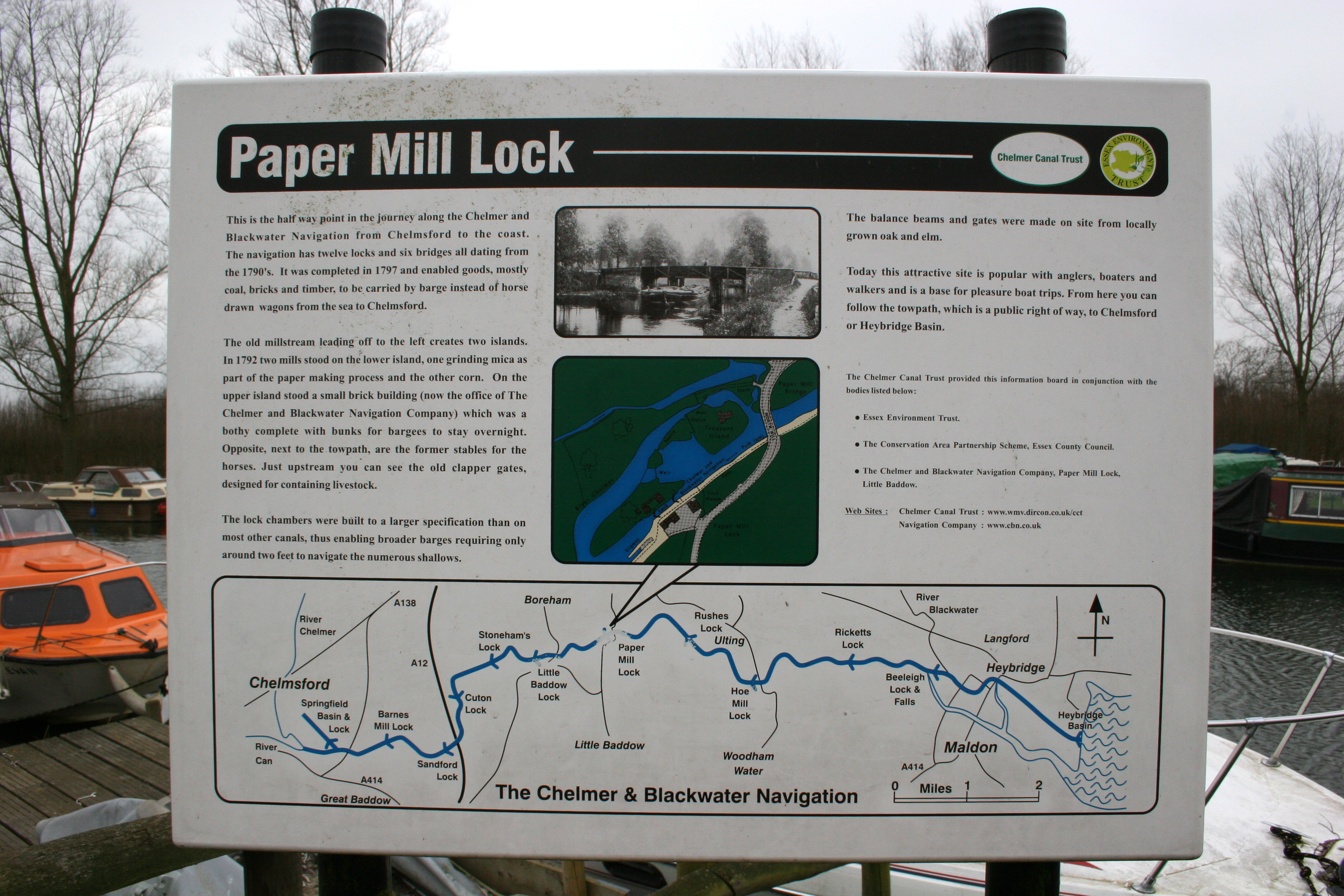
Panneau à Paper Mill Lock.

Le canal est particulier en ce sens qu'il n'a pas été nationalisé en 1948 comme la plupart des autres voies navigables du Royaume-Uni. Il est resté sous le contrôle de la société d'origine des propriétaires de la Chelmer & Blackwater Navigation Ltd.

## Zone de loisirs
Avant l'arrêt du trafic commercial en 1972, il était interdit aux bateaux de plaisance d'utiliser les écluses. Pendant une courte période, les seuls bateaux à utiliser le canal étaient les bateaux pour le travail de l'entreprise et les canoës. Les bateaux de plaisance ont utilisé la navigation pour la première fois en 1973, lorsque l'Inland Waterways Association (IWA) a organisé un rassemblement à Kings Head Meadow, Chelmsford. Par la suite, des bateaux de plaisance ont été amarrés à Paper Mill Lock et Hoe Mill Lock. Le bassin de Springfield est devenu inutilisable après que les portes ont été endommagées par des vandales à la fin des années 1970 et se sont progressivement ensablées. Le bassin a été restauré en 1992, lorsque l'IWA a coordonné divers organismes pour entreprendre les travaux. La National Rivers Authority a dragué le bassin, le conseil du comté d'Essex a réparé le pont de l'écluse, les propriétaires riverains ont réparé les quais, les membres de l'IWA et du Waterway Recovery Group ont réparé l'écluse et le système d'alimentation du bassin. Un rassemblement de bateaux a eu lieu en 1993 et le projet a remporté le "Shell Best of Britain Award".
Des logements et des restaurants ont été construits autour du site de Springfield Basin, à Coates Quay et à Waterfront Place ; le bassin est alors devenu accessible au public. La marina de Lockside  a été édifiée juste au-dessus de l'écluse de Springfield.
Cependant, la société de navigation n'a pas pu faire face à la dépense, elle est devenue insolvable en 2003. Bien que British Waterways ait été approchée, elle a refusé de reprendre la gestion du canal . Après des négociations avec l'administrateur, l'Inland Waterways Association (IWA) a signé un accord d'entretien et d'exploitation en novembre 2005 pour prendre en charge la gestion de la navigation par l'intermédiaire d'une filiale détenue à 100 % appelée Essex Waterways Ltd.
Alors qu'Essex Waterways gère la navigation au jour le jour, elle appartient toujours à la Compagnie de propriétaires. Le chemin de halage de Maldon à Chelmsford a été reconverti en sentier public, il est maintenu en bon état. Des bateaux étroits peuvent être loués à partir de l'écluse de Paper Mill et l'infrastructure est régulièrement améliorée. L'accès à la navigation depuis la rivière Blackwater n'est possible qu'à certains stades de la marée. Une réservation préalable pour utiliser l'écluse est nécessaire.
Presque tout le canal est maintenant une zone de conservation, après que Chelmsford ait ainsi désigné la partie relevant de sa juridiction en 1991, les conseils de district de Maldon et Braintree ont pris des mesures similaires par la suite..
Le 18 février 2016, la Chelmsford Civic Society a tenu une réunion à l'Essex Record Office pour envisager l'option d'étendre le canal du bassin de Springfield vers une nouvelle destination plus proche du centre-ville. Plus de 100 personnes ont assisté à la réunion, au cours de laquelle l'idée d'un nouveau 180 yards (164,592 m) contournement du bassin a été diffusée. Le bras éviterait un déversoir et un pont bas pour rejoindre le système fluvial là où les cours du Cam et de la Chelmer confluent. Une nouvelle zone riveraine serait construite dans le centre-ville. Bien que le chef du conseil se soit activement opposé au concept, l'idée d'une meilleure utilisation du canal révélait un rêve de longue date. L'idée ayant été proposée pour la première fois en 1985 dans un rapport de l'IWA, et adoptée par le conseil en 2002. Le projet a été rétrogradé à une "aspiration" à la suite d'une enquête de planification de 2008, bien qu'il soit resté sur les plans de développement du centre-ville et le bâtiment de remplacement du bureau d'enregistrement d'Essex a été situé de manière à négliger la dérivation. La liaison a cessé d'être une option privilégiée en 2020, après la décision de construire une nouvelle routen entre Parkway et le site de l'ancienne usine à gaz qui était en cours de réaménagement en logements.
Une alternative serait d'emprunter le cours de la Chelmer. La navigation est empêchée par une grande structure de déversoir, installée dans les années 1960 dans le cadre d'un programme de défense contre les inondations. Sa fonction principale est de maintenir les niveaux d'eau dans les rivières de la ville, qui autrement deviendraient des fossés boueux à certaines périodes de l'année. Depuis 1995, il était entretenu par l'Environment Agency, mais ils ont décidé qu'ils ne pouvaient plus supporter les coûts d'entretien de la structure qui se compose de deux portes radiales de chaque côté d'une porte basculante centrale, avec un bâtiment de contrôle sur la rive nord de la rivière. Le conseil municipal de Chelmsford a commandé une étude de faisabilité, qui a proposé que les portes automatiques puissent être remplacées et une écluse de navigation construite le long du nouvel ouvrage, du côté nord du fleuve. On estime que le projet prendrait deux ans pour un coût d'environ 6 millions de livres sterling dont une grande partie serait fournie par la taxe sur les infrastructures communautaires, à partir des lotissements qui se déroulent à proximité. Quelque 970 nouveaux logements devraient être construits dans le quartier de Chelmsford Waterside et le conseil a obtenu une subvention de 10,7 millions de livres sterling du Fonds d'infrastructure de logement du gouvernement, lui permettant de résoudre les problèmes d'accès, de contamination des terres et la présence de conduites de gaz qui entravent actuellement le développement.
Une grande partie de l'entretien est effectuée par des bénévoles locaux ainsi que par des bénévoles du Waterway Recovery Group qui fait également partie de l'IWA. Des groupes de travail réguliers aident à maintenir la voie navigable, y compris le chemin de halage, les écluses et d'autres structures bien entretenues. Bon nombre des améliorations récentes ont été réalisées par les bénévoles. En février 2016, les deux groupes ont travaillé ensemble pour améliorer 700 yards (640,08 m) du chemin de halage près de Papermill Lock où une section de chemin de halage boueux a reçu une surface tout-temps en utilisant 150 tonnes de rabotage. Le matériau a été donné par Essex Highways, après avoir été retiré des routes lors des travaux de resurfaçage.

### La porte à flot d'Heybridge
Le canal est relié à la rivière Blackwater par Heybridge Sea Lock. Son entretien est inhabituel, dans la mesure où le Northumbrian Water Group a l'obligation légale d'entretenir les portes mitre et la porte à flot à l'extrémité est de l'écluse. La construction du réservoir d'Hanningfield a été autorisée en 1950 dans le cadre d'un projet conjoint entre la Southend Waterworks Company et la South Essex Waterworks Company, qui font maintenant toutes deux partie d' Essex and Suffolk Water, qui fait elle-même partie du Groupe des eaux de Northumbrie. Lorsque le Hanningfield Water Order 1950 a été adopté par le Parlement, il comprenait une clause qui rendait les compagnies des eaux responsables des écluses, car l'eau de la navigation serait pompée vers le réservoir, et elles devaient s'assurer que l'eau ne serait pas contaminée par le sel. Cet arrangement a été modifié par l'accord de navigation Chelmer de 1964, qui a transféré la responsabilité des réparations à la Chelmer and Blackwater Company, mais a exigé que les compagnies des eaux financent les travaux une fois leur montant négocié.
L'écluse était à l'origine construite en maçonnerie, mais au milieu des années 1960, elle a été prolongée du côté de la mer, lorsqu'une porte à caisson en acier a été installée dans une structure en béton armé. La porte a été conçue par Sir William Halcrow & Partners et pesait 58 tonnes. Des moteurs électriques entraînaient les chaînes et elle avait un centre creux, ce qui la rendait partiellement flottante, la flottabilité étant ajustée par l'ajout de ballast. Au fil du temps, la charpente métallique s'est dégradée et le mécanisme de contrôle du débit d'eau entrant et sortant de la porte pour modifier sa flottabilité a cessé de fonctionner, entraînant le grippage des rouleaux sur lesquels elle se déplaçait. En 2014, Northumbrian Water a convenu que la réparation de la structure n'était pas valable économiquement. En raison de la complexité des travaux, elle a décidé de gérer elle-même le projet de remplacement. Les options étaient quelque peu limitées par le fait que l'écluse est une structure classée II, le site est protégé comme Site d'intérêt scientifique particulier, une Zone de protection spéciale, une convention de Ramsar et jouxte une aire marine protégée.
Après une étude de faisabilité réalisée en octobre 2014, la porte maritime a été démontée et enlevée en novembre 2015. Après avoir vérifié ses dimensions, Northumberland Water a chargé MWH Global et Kenneth Grub de concevoir une nouvelle porte qui s'intégrerait dans la structure existante, de sorte qu'aucune modification de la structure de l'écluse ne serait nécessaire. La nouvelle porte apporterait des améliorations par rapport à l'ancienne. L'entraînement par chaîne a été remplacé par des vérins hydrauliques et la porte n'était plus une structure flottante. Son poids a été réduit à 26 tonnes, tandis que les joints ont été montés dans des sous-châssis, ce qui permettait de les remplacer plus facilement. La porte se déplaçait le long d'un rail, plutôt que sur des rouleaux et comportait une main courante pleine, augmentant efficacement sa hauteur. Cela offrait une meilleure protection aux portes intérieures en bois contre l'action des vagues.
Un barrage à batardeaux réutilisables a été construit afin d'isoler l'écluse pendant l'installation de la nouvelle vanne et pour l'entretien futur. Alors que l'écluse était isolée, il a été décidé que les portes supérieures en bois seraient également remplacées et de nouvelles portes ont été fabriquées en chêne et en matériaux provenant de sources durables. Chaque porte pesait 5,5 tonnes ; elles ont été mises en place par une grue en février 2017. Les rails et les seuils de la porte à flot ont été installés en mars, l'écluse a ensuite été rouverte le 31 mars pour la saison estivale, la porte à flot étant attendue à poser en novembre.
L'écluse a été vidangée en octobre 2017 pour la mise en place de la porte à flot ; les portes d'onglet intermédiaires ont également été remplacées. La porte maritime avait été suffisamment testée et mise en service pour que l'écluse soit rouverte fin mars 2018. La mise en service finale et la remise en état du sentier ont eu lieu en avril et mai de la même année.

## Galerie

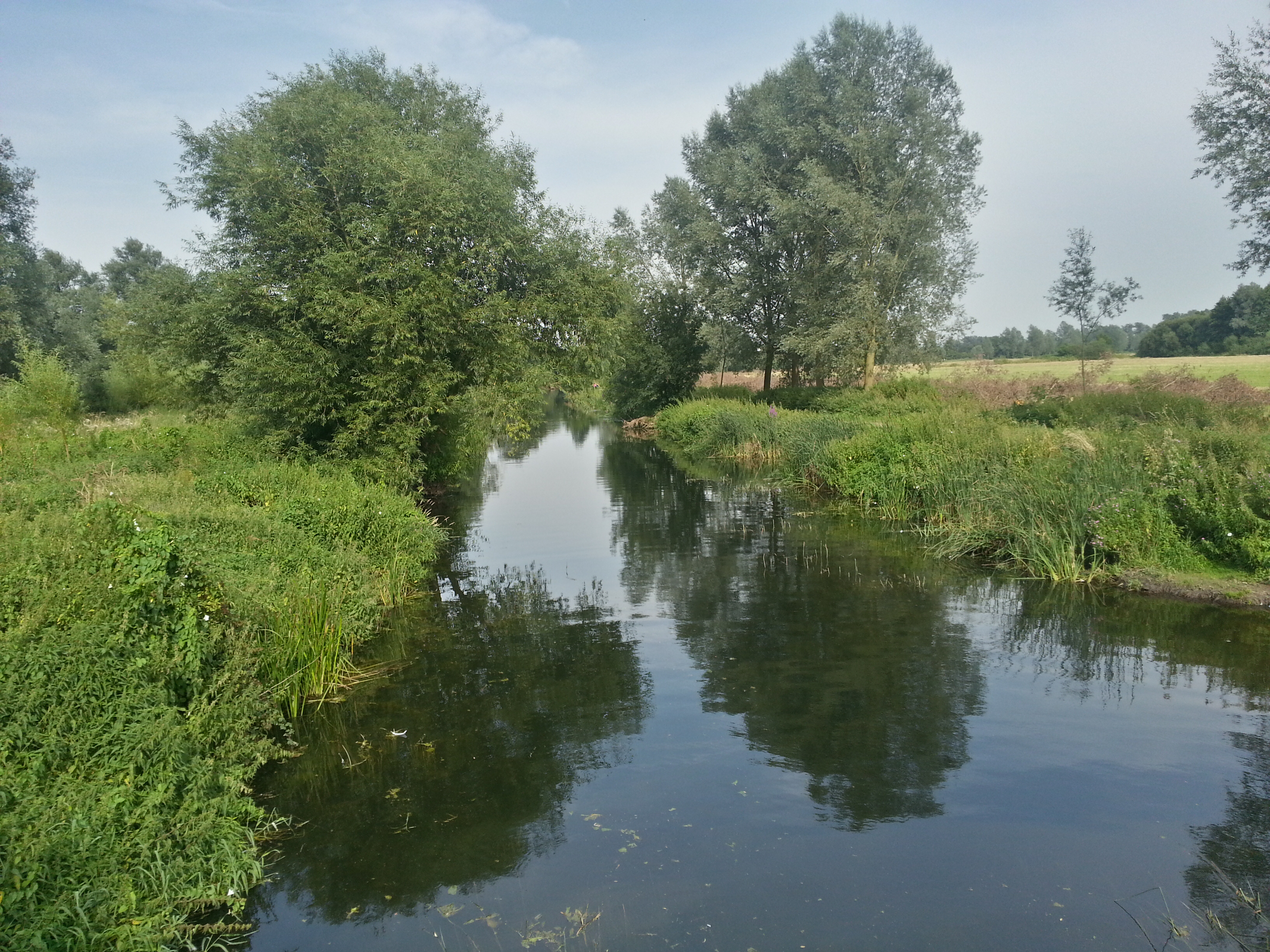
Le canal Chelmer et Blackwater.
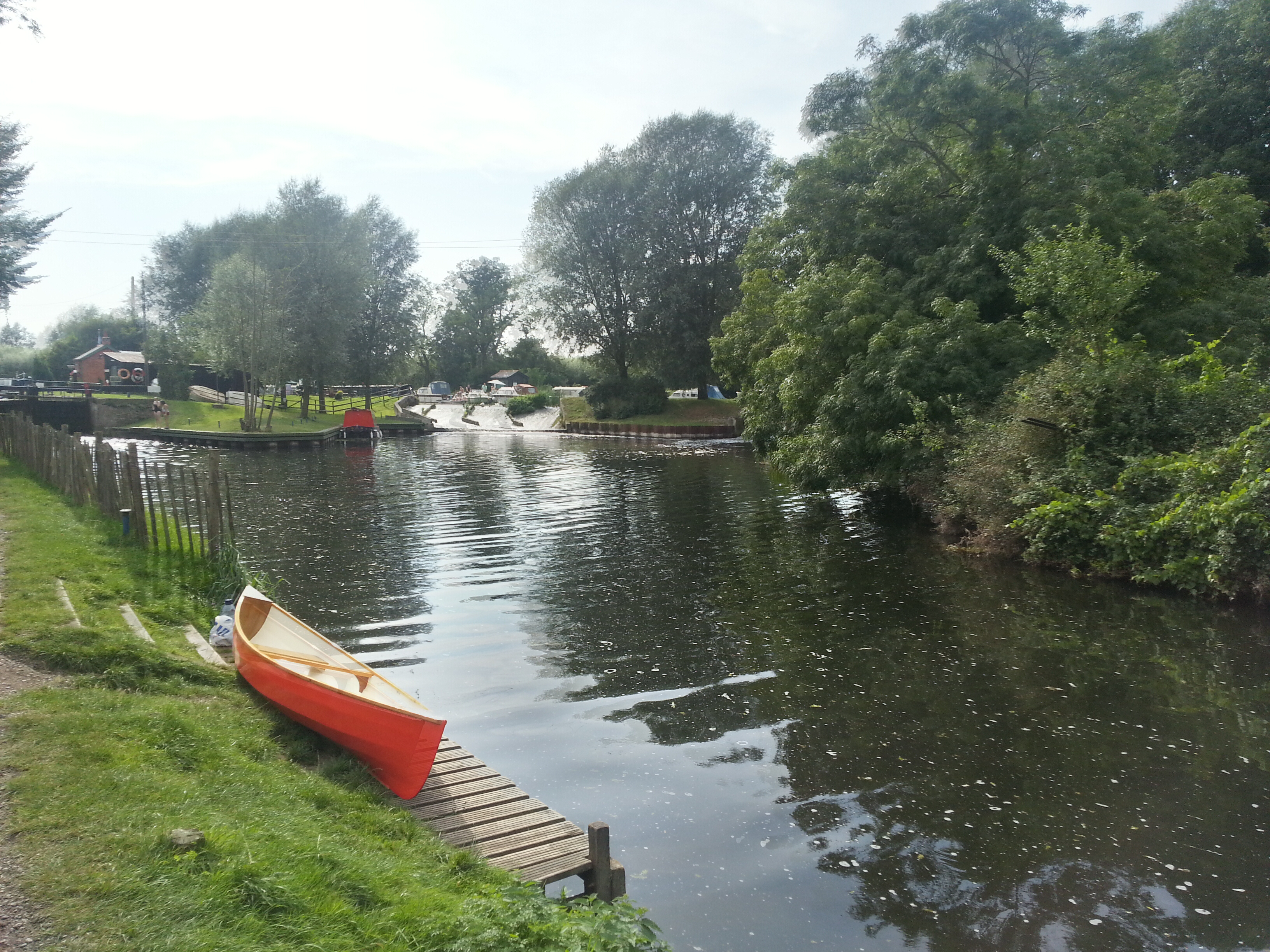
L'écluse Papermill, à Little Baddow.
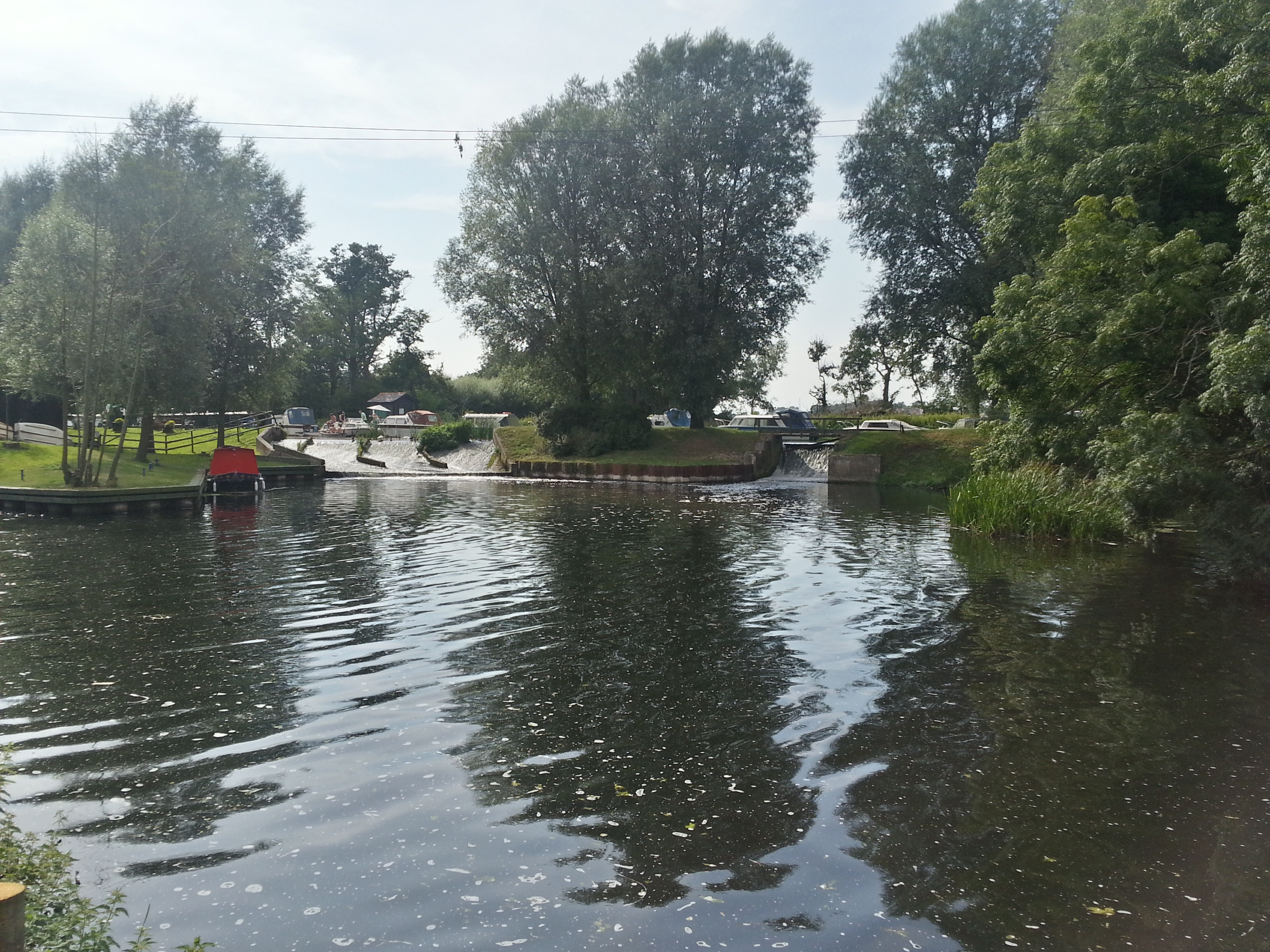
L'écluse Papermill, à Little Baddow.